# Willmoore Kendall
Willmoore Bohnert Kendall Jr. (Konawa, Oklahoma, 5 de marzo de 1909 - Irving, Texas, 30 de junio de 1967) fue un escritor conservador y profesor de filosofía política estadounidense.

## Primeros años y educación
Kendall nació el 5 de marzo de 1909 en Konawa, Oklahoma. Su padre, que era ciego, era un ministro metodista del sur que predicaba en Konawa y otros pueblos locales. A los dos años, Kendall aprendió a leer jugando con una máquina de escribir. Al graduarse de la escuela secundaria a los 13 años, Kendall se matriculó en la Universidad del Noroeste antes de transferirse a la Universidad de Tulsa. En 1927, bajo el seudónimo de 'Alan Monk', Kendall escribió su primer libro, Baseball: How to Play It and How to Watch It. Más tarde se convirtió en maestro de escuela preparatoria.
Después de estudios de posgrado en lenguas romances en la Universidad de Illinois en Urbana-Champaign, Kendall se convirtió en becario de Rodas en 1932, inscribiéndose en el programa de filosofía, política y economía en Pembroke College, Oxford. Entre sus profesores en Oxford estaba Robin George Collingwood. En Oxford, Kendall completó una licenciatura en artes en 1935 y una maestría en artes en 1938.
Mientras estudiaba en Oxford, Kendall apoyó firmemente a la Segunda República Española durante la guerra civil española y se opuso a Iósif Stalin. En 1935, Kendall dejó Oxford para convertirse en reportero de United Press en Madrid. Ser testigo de la guerra civil española provocó un cambio en sus puntos de vista políticos hacia el anticomunismo.
Kendall regresó a la Universidad de Illinois en 1936. Con Francis Wilson como su asesor de tesis, Kendall completó su Ph.D. en ciencias políticas en Illinois en 1940. Su disertación se tituló John Locke and the Doctrine of Majority-Rule.

## Carrera
Alrededor de 1939, Kendall comenzó su carrera académica como profesor asistente de ciencias políticas, enseñando en la Universidad Estatal de Luisiana, Hobart College y la Universidad de Richmond. Kendall dejó la academia en 1942 para trabajar para el gobierno federal durante Segunda Guerra Mundial. Principalmente trabajando en operaciones gubernamentales, Kendall trabajó para la Oficina del Coordinador de Asuntos Interamericanos en Washington D. C. y Bogotá. Después de un breve período como jefe de investigación latinoamericana de la Oficina de Inteligencia del Departamento de Estado, Kendall se unió a la nueva Oficina de Investigación y Evaluación en el Grupo Central de Inteligencia, un predecesor de la moderna Agencia Central de Inteligencia, en un papel similar al frente de la Rama de América Latina.
Kendall se unió a la Universidad Yale en 1947, donde enseñó durante 14 años hasta que le pagaron una indemnización de más de $10,000. En 1961, entregó la titularidad y se retiró. Entre sus alumnos se encontraba William F. Buckley, Jr. con quien participó en la fundación de National Review. Otro estudiante a quien Kendall influyó fuertemente en Yale fue L. Brent Bozell, Jr. Un amigo, el profesor Revilo P. Oliver, le dio crédito por haberlo convencido de ingresar al activismo político escribiendo para National Review. Después de Yale, Kendall vivió en España y Francia durante un tiempo, enseñando brevemente en varias universidades en un puesto no permanente.
En 1963, Kendall se unió a la Universidad de Dallas, fundando y presidiendo el Departamento de Política y Economía de dicha institución.

## Filosofía
En la década de 1930, Kendall tenía puntos de vista de izquierda; por ejemplo, apoyaba la Enmienda Ludlow, una propuesta que requeriría un voto popular nacional para entrar en guerra.
Combinado con su anticomunismo y antiintervencionismo, los dos años inmediatamente anteriores a la Segunda Guerra Mundial influyeron en Kendall para moverse políticamente hacia la derecha. Kendall votó por el republicano Wendell Willkie en las elecciones presidenciales de 1940; en una carta a un amigo poco después de las elecciones intermedias de 1946, donde los republicanos lograron avances en el Congreso, Kendall expresó la esperanza de que «un Congreso realmente afirme sus prerrogativas» contra el poder ejecutivo. Luego, en 1952, después de apoyar a Robert Taft en las primarias republicanas, Kendall votó por el candidato republicano Dwight D. Eisenhower.
Kendall defendió la democracia de gobierno mayoritario en Estados Unidos. Sintió que el mayoritarismo debería venir antes que el liberalismo (en el sentido de la filosofía política de la democracia liberal) y que el gobierno no debería socavar el consenso social intentando hacer cumplir derechos abstractos. Por esos motivos, apoyó la segregación racial, por ejemplo, si la sociedad de los estados del sur lo encontraba aceptable para su consenso, se les debería permitir imponerlo. De esta manera, consideraba que los agitadores de los derechos civiles estaban perturbando el consenso social y la moralidad del grupo.
Después de ser escéptico sobre la religión durante mucho tiempo, Kendall se convirtió al catolicismo en 1956, en parte debido a las tradiciones centenarias de la Iglesia y su oposición al comunismo.
En su libro de 1963 The Conservative Affirmation y varios artículos, Kendall se opuso a la sociedad abierta y al relativismo moral, particularmente a la filosofía de John Stuart Mill. Según Kendall, «cualquier sociedad viable tiene una ortodoxia, un conjunto de creencias fundamentales, implícitas en su forma de vida, de que no puede ni debe y, en cualquier caso, no se someterá a las vicisitudes del mercado».
En lo económico, Kendall estuvo fuertemente influenciado por el pensamiento de John Maynard Keynes y, en consecuencia, no era un partidario completo del capitalismo; Kendall también criticó lo que llamó “la burocratización de la empresa comercial” y el “aumento de la meritocracia”.
Con respecto a la cláusula de “todos los hombres son creados iguales” de la Declaración de Independencia, Kendall interpretó “igual” para referirse a la igualdad ante la ley en lugar del igualitarismo liberal en un sentido socioeconómico.